# 拉斯坦
拉斯坦（阿拉伯语：‎），或译赖斯坦，是叙利亚霍姆斯省的一个城市，位于霍姆斯以北20公里，距离哈马22公里。居于叙利亚的中间地带，该地有建于奥龙特斯河上的最古老的一座容纳2.25亿立方米的水坝。
在2011年叙利亚反政府衝突中，该地于2011年9月下旬受到政府部队的围攻。9月27日，政府军在坦克和直升机的掩护下进攻当地的自由叙利亚军。一名变节军官通过电话告诉半岛电视台说，有400辆坦克开进了该地。官方的SANA报道，在经过5天的激烈战斗后到了10月2日当地的生活已经恢复平静。一个名叫Rami Abdul-Rahman的活动家告诉记者，政府部队把自由军赶出了该地。至少27人在战斗中死亡，其中7人是政府軍士兵和警察，10名是变节军。
反對派在2012年1月再次控制拉斯坦。
敍利亞政府於2018年5月16日在反對派轉移至伊德利卜省後，重新控制拉斯坦。
敘利亞救國政府部隊發動2024年敘利亞西北部攻勢後，於同年12月6日攻佔拉斯坦。